# Beaufour-Druval
Beaufour-Druval là một xã ở tỉnh Calvados, thuộc vùng Normandie ở tây bắc nước Pháp.